# الدوري التونسي لكرة اليد 1955–56
الدوري التونسي لكرة اليد 1955-1956 هو الدورة 1 من الدوري التونسي لكرة اليد للرجال. شارك فيها 7 فريقا.

فاز بهذا الموسم النادي الجامعي التونسي، وجاء ثانيا الملعب الغولي.

## روابط خارجية
- الموقع الرسمي للجامعة التونسية لكرة اليد.